# Djurîn, Ciortkiv
Djurîn (în ucraineană Джурин) este localitatea de reședință a comunei Djurîn din raionul Ciortkiv, regiunea Ternopil, Ucraina.

## Demografie
Componența lingvistică a localității Djurîn
     Ucraineană (99,46%)
     Alte limbi (0,47%)
Conform recensământului din 2001, majoritatea populației localității Djurîn era vorbitoare de ucraineană (99,46%), existând în minoritate și vorbitori de alte limbi.